# 奥列格
奥列格（俄语：Олег Вещий，古诺斯语：Helgi；？—912年）是歷史上第二位有明確記載的東斯拉夫民族君主，以及第一代基輔羅斯大公爵。他原本是一名出生於瑞典的瓦良格人（维京人的一支），受到當時還未統一的羅斯部落邀請，成為當地部落聯盟的盟主，並將這些部落統合為一個封建君主制的大公國。

## 生平

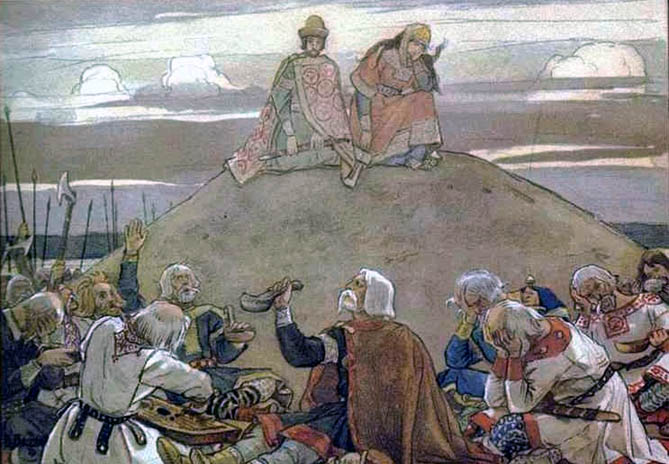
亲兵们哀悼奥列格之死

根据传统记载，奥列格为留里克托孤之人。879年留里克临去世前将诺夫哥罗德大公之位交给奥列格，以换取他对自己年幼的儿子伊戈尔的保护。
按照某些学者的意见，他的名字的原始形式为赫尔吉（古斯堪的那维亚语）。他与半传说式的第一位诺夫哥罗德大公留里克（被认为是留里克王朝的始祖）没有血缘关系，但他可能是留里克的姐夫或妹夫。关于奥列格本人的记载也同样模糊，可信程度不高。
奥列格是古罗斯王公。他是诺夫哥罗德的第二位大公（约879年起），也被看作基辅的第一位大公。
在奥列格统治时期，罗斯国家略现雏形。他利用瓦良格亲兵和临近的斯拉夫部落的武力进行征讨，征服了包括斯摩棱斯克在内的诸多城镇，逐渐控制了第聂伯河沿岸的城市。大约在882年，奥列格攻克了基辅，杀死了统治那里的王公阿斯科尔德和基尔（也是瓦良格人）。但他似乎并没有马上将统治中心转移到基辅。
911年奥列格率领由许多斯拉夫部落组成的队伍远征拜占庭帝国，最终抵达帝都君士坦丁堡。拜占庭帝国皇帝与奥列格议和，并同意支付4.8万金格尔弗纳赎金。奥列格与皇帝签订了有利于罗斯的贸易条约，这个条约的原文保存在重要史料往年纪事中。这次军事活动使罗斯与当时世界上最发达的文明之一拜占庭产生了联系，这种联系推动了罗斯的社会发展，并在以后对俄罗斯的政治和文化留下了许多深远影响。
据称是奥列格的墓的地点有两个，一个在拉多加，一个在基辅。在俄罗斯诗人普希金的作品中描写了一个关于奥列格之死的传说，从这个传说中可以看出某些北欧神话史诗（例如：萨迦）的痕迹。

## 脚注
1. ↑  据《拉夫连季耶夫编年史》记载，奥列格死于912年。但据《诺夫哥罗德第一编年史》的记载，他死于922年。

| 前任者： 留里克           | 诺夫哥罗德大公 879年－912年 | 繼任者： 伊戈尔 |
| 前任者： 阿斯科尔德和基尔 | 基辅大公 882年－912年       | 繼任者： 伊戈尔 |